# Хрестинівка
Хрестинівка (Лучкув) -  річка в Україні, у межах Бродівського району Львівської області. Ліва притока Стиру (басейн Прип'яті).
Довжина річки — 15,2 км. Протікає через 4 населені пункти. Витік  в північно-західній околиці с. Ясенів має назву Лучек. Протікає через села Лучківці, Висоцько, Вовковатиця, Ражнів
У 2019 році проведено заходи щодо відновлення і підтримання сприятливого гідрологічного режиму та санітарного стану на суму 282 тис. грн внаслідок яких  виконано земляні роботи, розчищено русло річки протяжністю 1167 м, укріплено береги, встановлено підпірну стінку з габіонних ящиків - 420 м3, встановлено трубчастий переїзд в межах села Висоцько.